# Sissili (province)
Pour les articles homonymes, voir Sissili.
Pour le village homonyme du département et de la commune rurale de Léo situé dans cette province, voir Sissily.
La Sissili, parfois orthographiée aussi Sissily, est une des 45 provinces du Burkina Faso située dans la région du Centre-Ouest.

## Départements ou communes

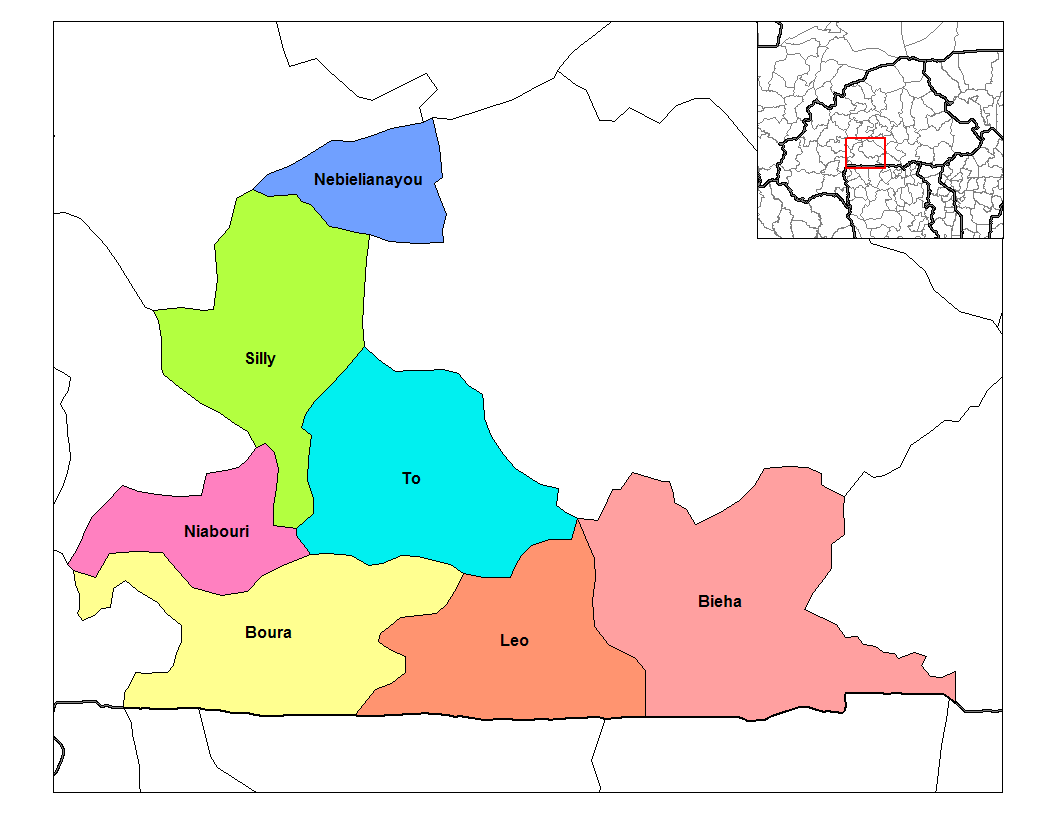
Localisation des départements ou communes de la province de la Sissili.

La province de la Sissili comprend 7 départements ou communes :
- Biéha (commune rurale),
- Boura (commune rurale),
- Léo (commune urbaine, chef-lieu de la province),
- Nébiélianayou (commune rurale),
- Niabouri (commune rurale),
- Silly (commune rurale),
- Tô (commune rurale).

## Démographie
- 153 560 habitants en 1997.
- 212 628 habitants en 2006[1].
- 233 315 habitants en 2010[2].
- 336 972 habitants en 2019[3].

## Villes
- Chef-lieu : Léo (50 378 habitants en 2006)